# Harmonix Music Systems
Harmonix Music Systems (или просто Harmonix) — американская компания-разработчик компьютерных игр. Получила известность благодаря музыкальным играм, в частности, Dance Central, Rock Band и Guitar Hero. Расположена в Кембридже, штат Массачусетс, США.

## История

### Основание
Harmonix основали в 1995 году два выпускника Массачусетского технологического института Алекс Ригопулос (англ. Alex Rigopulos) и Эран Эгози (англ. Eran Egozy). Роли разделились следующим образом: Ригопулос отвечал за деловую сторону, а Эгози — за техническую. Эран Эгози, закончивший MIT по специальности «Разработка ПО и музыка», с детства занимался музыкой и программированием. В 15 лет он написал для своего компьютера программу, которая позволяла исполнять музыку с шестиполосной полифонией. Основатели поставили перед собой задачу — дать возможность любому человеку почувствовать, что значит самому создавать музыку.
Период с 1995 по 2005 год был непростым для компании. Несмотря на собранные 10 млн долларов начального капитала, Harmonix практически не приносила прибыли. Первым продуктом стала игра для персонального компьютера The Axe, которая давала возможность пользователям исполнять инструментальные соло, используя джойстик. Было продано лишь 300 копий этой игры. Следующей стала игра CamJam, позволявшая исполнять музыку, используя простые движения тела. Игра также не имела успеха. Компания решила сфокусироваться на производстве консольных игр, при этом пришлось уволить 40 % персонала.

### Первые продукты
Первой крупной игрой Harmonix стала FreQuency, которая была разработана на средства Sony Computer Entertainment. Sony инвестировала около 2 млн долларов, но Harmonix сохранила права на интеллектуальную собственность.
FreQuency для PlayStation 2 вышла на рынок в 2001 году, была хорошо встречена критикой и получила несколько наград, однако она не получила всеобщего признания.
Сиквел FreQuency — игра Amplitude — была выпущена в 2003 году. Усовершенствованная версия была также хорошо встречена критиками и получила несколько наград. Однако, несмотря на образовавшуюся фан-базу, финансовым хитом не стала.
После успеха Amplitude к Harmonix обратилась компания Konami с предложением создания франшизы Karaoke Revolution. Konami планировала продавать свои игры в США, а Harmonix была в то время единственным разработчиком музыкальных видеоигр. В 2003—2004 году Harmonix разработала и выпустила три «тома» Karaoke Revolution. Серия была успешной, благодаря тому, что в ней использовались популярные песни, что упрощало маркетинг игры.
Также в 2004 году совместно с Sony Computer Entertainment был выпущен проект EyeToy: AntiGrav. Игра была плохо принята критикой, хотя было продано в четыре раза больше копий, чем FreQuency или Amplitude. Это заставило основателей компании задуматься о том, насколько вообще перспективны музыкальные игры.
В это же время к Harmonix обратилась компания RedOctane с предложением разработать программу для игры, основанной на использовании контроллера в виде гитары. В результате Harmonix разработала, а RedOctane выпустила на рынок в 2005 году игру Guitar Hero. Игра стала очень успешной. В 2006 году вышел её сиквел Guitar Hero II, также разработанный Harmonix.

### Продажа компании
В сентябре 2006 года MTV Networks, подразделение медиаконгломерата Viacom, приобрела Harmonix за 175 млн долларов. В июле 2007 года была выпущена последняя версия Guitar Hero для RedOctane. В этом же году была разработана концепция расширенной версии игры для нескольких инструментов, что привело к созданию игры Rock Band.
Rock Band вышла на рынок в ноябре 2007 года. В неё были добавлены бас-гитара, микрофон и ударные. Harmonix поддерживала игру после её выхода, обновляя список песен. К марту 2013 года пользователям игры были доступны более 4000 песен, которые скачали более 100 млн раз.
В октябре 2008 года Harmonix и MTV Games объявили об эксклюзивном соглашении с Apple Records о производстве новой игры на основе Rock Band, но использующей только музыку The Beatles. The Beatles: Rock Band вышла в 2009 году. В ноябре 2008 года Viacom выплатила Harmonix бонус в 150 млн долларов в рамках соглашения, заключенного во время приобретения компании в 2006 году.
В 2009 году компания заняла третье место в списке лучших работодателей Бостона, составленного Boston Globe.

### Выкуп у Viacom
В ноябре 2010 года Viacom объявила, что ведет переговоры с потенциальными покупателями Harmonix и уже считает компанию прекратившей операции, чтобы списать затраты на зарплату в 299 млн долларов. Подобные разговоры шли с сентября 2010 года, до выхода на рынок игр Rock Band 3 и Dance Central. Филипп Доман, президент и главный исполнительный директор Viacom, заявил, что они продают компанию, так как хотят переориентировать Viacom, а бизнес консольных игр требует экспертизы, которой у Viacom нет.
В конце декабря Viacom объявила о продаже Harmonix компании Harmonix-SBE Holdings LLC — холдингу, принадлежащему инвестору Джейсону Эпштейну, лично выкупившему Harmonix за 200 млн долларов. Таким образом компания снова стала независимым разработчиком. Сделка не повлияла на существующую и будущую поддержку игр Harmonix. Компания сохранила права на серии Rock Band и Dance Central. После выкупа Harmonix провела реструктуризацию, уволив 12—15 % из своих 240 сотрудников.
В 2010 году акционеры Harmonix, включая основателей, подали иск против Viacom, обвинив последнюю в невыплате денежных бонусов. Истцы утверждали, что несмотря на выплату 150 млн долларов за успех серии Rock Band в 2007 году, акционеры должны были получить гораздо большую сумму за достижения 2008 года. Viacom выдвинула встречный иск в сентябре 2011 года на 131 млн долларов, утверждая, что сумма в 150 млн долларов была выплачена в результате ошибки в расчетах. После ряда судебных разбирательств Канцелярский суд Делавэра отклонил требования Viacom и обязал её выплатить Harmonix 300 млн долларов. Viacom обжаловала решение суда, но в июле 2013 года Верховный суд штата Делавэр не изменил решения предыдущей инстанции.

### Независимый разработчик
Примерно через 6—9 месяцев после выкупа у Viacom, компания начала расти снова благодаря успешным продажам Dance Central. В конце 2011 года была выпущена следующая версия этой игры — Dance Central 2.
В 2011 году компания начала разработку новых приложений для мобильных телефонов и рынка социальных игр. Также она продолжила поддержку франшизы Rock Band, которая продолжала приносить существенный доход.
На конференции E3 2013 года Harmonix объявила, что их следующей игрой будет Fantasia: Music Evolved, произведенная совместно с Disney Interactive. В основе этой игры — мультипликационный фильм «Фантазия»; она позволяет игроку контролировать музыку таким же образом, как и в предыдущих играх компании, влияя на виртуальную среду и объекты. В игре используются современная рок-музыка, в частности групп Queen и Bruno Mars.
Harmonix была приобретена Epic Games в ноябре 2021 года. Harmonix заявила, что это не влияет на их дальнейшую поддержку Rock Band и Fuser.

## Игры
- Frequency (2001)
- Amplitude (2003)
- Karaoke Revolution (2003)
- Karaoke Revolution Vol. 2 (2004)
- Karaoke Revolution Vol. 3 (2004)
- EyeToy: AntiGrav (2004)
- Karaoke Revolution Party (2005)
- Guitar Hero (2005)
- CMT Presents: Karaoke Revolution Country (2006)
- Guitar Hero II (2006)
- Guitar Hero Encore: Rocks the 80s (2007)
- Phase (2007)
- Rock Band (2007)
- Rock Band 2 (2008)
- Rock Band Unplugged (2009)
- The Beatles: Rock Band (2009)
- Lego Rock Band (2009)
- Rock Band Mobile (2009)
- Green Day: Rock Band (2010)
- Rock Band 3 (2010)
- Dance Central (2010)
- Dance Central 2 (2011)
- VidRhythm (2011)
- Rock Band Blitz (2012)
- Dance Central 3 (2012)
- Fantasia: Music Evolved (2014)